# Horrizon
Horrizon ist eine deutsche Melodic-Death-Metal-Band aus Rheinland-Pfalz, die im Jahr 2005 gegründet wurde.

## Geschichte
Horrizon wurde 2005 von Martin Gerloff (Gitarre), Marco Magistro (Gesang, Bass) und Rene Fink (Schlagzeug) gegründet. Ehe es mit dem eigenen Songwriting losging, coverten sie zunächst Lieder von Bands wie Amon Amarth und Hammerfall. Nach und nach entstanden eigene Lieder. Später wurde das Line-up der Band durch Peter Gedert (Gitarre) und Dominik Jahn (Keyboard) ergänzt. Als sich jedoch die Arbeiten am Debüt-Album dem Ende zuneigten, verließen René Fink und Marco Magistro die Band, um ihre Aufmerksamkeit einem anderen Projekt, der Thrash-Metal-Band Impactor, zu widmen und somit stand Horrizon kurz vor der Auflösung.
Durch einige Umstrukturierungen in der Besetzung gelang es den Musikern, die Band am Leben zu erhalten und die Aufnahmen für das erste Album Time for Revenge zu beenden. Martin Gerloff übernahm von nun an den Gesang und übergab seine Rolle als Gitarrist an Joshua Immig. Franz Rieman (Bass) und Florian Kneib (Schlagzeug) vervollständigten das neue Band-Line-up. 2011 unterschrieben Horrizon einen Plattenvertrag bei Yonah Records und veröffentlichten ihr Debüt-Album Time for Revenge.
Nach einigen Live-Auftritten (unter anderem zweimal auf dem Metalfest Loreley (2012 & 2014)) begannen Martin Gerloff und Peter Gedert, Lieder für ihren zweiten Longplayer zu schreiben. Das Album trägt den Titel Dwelling Within und wurde im Juni 2015 ebenso von Yonah Records veröffentlicht.
Das Album wurde von Mike Langer bei FFM-Rock mit neun von zehn möglichen Punkten bewertet und kommentiert mit der Zusammenfassung: „Endlich mal wieder eine Band aus dem Underground, die Klasse und Rasse vereint“.
Kurz vor Veröffentlichung von Dwelling Within änderte sich das Line-up der Band; Julian Fischer ersetzte Christian Krämer, der seit dem Metalfest/Loreley 2014 Teil der Band war.
An der Gitarrenfront gab es ebenso seit dem Auftritt auf dem Metalfest 2014 Änderungen: Ralf Strzalka (Ex-Stigmatized) ersetzte Joshua Immig, verließ die Band jedoch wieder kurz vor der Russland-Tour im September 2015, die Robert Darlak als neuer Gitarrist absolvierte. Auch Julian Fischer (Snakebite) verließ kurz vor der Russland-Tour die Band, seinen Job als Tour-Drummer in Russland übernahm Marco Prij (Distillator).

## Stil

### Musik
Horrizon sind stilistisch dem Melodic Death Metal zuzuordnen, wobei ihre Lieder Einflüsse aus verschiedenen Metal-Richtungen wie dem klassischen Heavy Metal, Black Metal, Death Metal und auch Thrash Metal aufweisen. Die Keyboards werden sowohl durch symphonische Passagen, als auch durch klare Lead-Melodien präsentiert. Jedes Lied ist mit einem Solo versehen. Auf dem Schlagzeug werden meist schnelle Double-Bass-Beats abwechselnd mit verschiedenen Blast-Beat-Variationen gespielt, wobei stellenweise auch langsamere Parts zum Einsatz kommen. Der Gesang, der auf Time for Revenge noch verhältnismäßig growl-lastig klingt, wurde auf dem zweiten Album vielseitiger eingesetzt. Bei den Liedern Last Masquerade und Whispering My Name ist auch cleaner Gesang zu hören.

### Texte
Die meisten Lieder auf Time for Revenge befassen sich mit altertümlichen Kriegen/Schlachten und der nordischen Mythologie (Northern Winds, Journey to Valhall), was zum einen auf den Einfluss von Bands wie Amon Amarth, zum anderen auf die persönliche Vorliebe des Ex-Sängers und Bassisten Marco Magistro für germanische Mythologie zurückzuführen ist. Nach seinem Ausstieg aus der Band übernahmen Martin Gerloff und Peter Gedert das komplette Songwriting und distanzierten sich von den typischen Wikinger-Themen. Auf dem zweiten Album, Dwelling Within steht das Thema Besessenheit im Vordergrund, wobei auch andere Themen wie Religionskritik und Schizophrenie behandelt werden.

## Diskografie
Alben
- 2012: Time for Revenge (Yonah Records / Membran)
- 2015: Dwelling Within (Yonah Records / Membran)[5]

Kompilationsbeiträge
- 2012: Journey to Valhall auf Legacy #78 (März 2012)[6]
- 2012: Realm of Ice auf Nachtaktiv 09-2012 (2-Heft-CD)[7]